# Nuria Bages
Nuria Bages (Monterrey, Nuevo León, 23 de diciembre de 1950) es una actriz mexicana.

## Carrera
Bages es originaria de Monterrey en donde se formó académicamente como actriz y en 1978 terminó su licenciatura en letras españolas en la Universidad Autónoma de Nuevo León.
Mientras cursaba su licenciatura trabajó como maestra de Literatura y español en nivel superior, también se inició en el teatro participando en varias obras, entre ellas La sonata de Kreutzer, de León Tolstói participando siempre con la compañía de su universidad y con la dirección de Julián Guajardo y Ruben Gonzales, con el que obtuvo el premio como mejor actriz en el Festival Nacional de Teatro de Provincia; Gracias a este premio fue invitada a trabajar en la Compañía Nacional de Teatro del Instituto Nacional de Bellas Artes, con directores como Héctor Azar, Héctor Gómez, José Solé, Julio Castillo y Abraham Osseranski.
Con el maestro Manuel Montero tuvo la fortuna de participar en dos montajes. Posteriormente, ha trabajado en teatro y televisión comercial y recientemente con el maestro Jorge Vargas. También ha trabajado como rostro publicitario de una reconocida marca de jabón.
Con apariciones en la televisión mexicana desde el comienzo de los años 1980, Bages se convirtió en una actriz reconocida tras su participación en varias exitosas telenovelas como La fiera con Victoria Ruffo y Guillermo Capetillo; Vivir un poco con Angélica Aragón, Beatriz Sheridan y Rogelio Guerra; Cómo duele callar que protagonizó junto a Enrique Rocha; Las vías del amor con Aracely Arámbula y Jorge Salinas, entre muchas más y ha obtenido premios de la AMCTE por mejor actriz y revelación.
En 2016 se une al elenco de la nueva versión de Lazos de amor ahora titulada Tres veces Ana esta vez producida por Angelli Nesma Medina y en donde comparte créditos con Susana Dosamantes, Blanca Guerra y Eric del Castillo. A finales de ese mismo año es confirmada para interpretar a la antagonista principal de la telenovela Enamorándome de Ramón.

## Trayectoria

### Televisión
- Soledad (1980-1981) - Cynthia Luzardo
- Otra vuelta de tuerca (1981) - Señorita Jessel
- Vanessa (1982) - Jane
- Bianca Vidal (1982-1983) - Adriana Castro
- Amalia Batista (1983) - Margarita de Covarrubias
- La fiera (1983-1984) - Elena Martínez Bustamante (#2)
- Los años felices (1984-1985) - Daniela
- Vivir un poco (1985-1986) - Alfonsina Dávalos de Fontes
- Dr. Cándido Pérez (1987) - Silvina Gómez de Pérez
- Cómo duele callar (1987) - Eugenia Montenegro
- El pecado de Oyuki (1988) - Renée Sagan
- Los parientes pobres (1993) - María Inés Vda. De Santos
- Bajo un mismo rostro (1995) - Laura Limantur de Roldán
- Canción de amor (1996) - Nora
- Mi querida Isabel (1996-1997) - Sagrario
- Mujer, casos de la vida real (1997)
- La usurpadora (1998) - Paula Martínez
- El privilegio de amar (1998-1999) - Miriam Arango
- Amor gitano (1999) - Constanza de Astolfi, Marquesa vda. de Astolfi
- Cuento de navidad (1999-2000) - Carmelita de López
- El manantial (2001) - María Eloísa Castañeda / Marta
- Las vías del amor (2002-2003) - Olga Vázquez de Gutiérrez
- Amar otra vez (2003-2004) - Esperanza Suárez González
- Corazones al límite (2004) - Dra. Gertrudis
- Pablo y Andrea (2005) - Gertrudis Ibáñez
- Heridas de amor (2006) - Fernanda de Aragón de San Llorente
- La fea más bella (2006) - Ella misma
- Alma de hierro (2008) - Rita Carbajal Vda. de Anguiano (madre)
- Querida enemiga (2008) - Madre Asunción
- Mujeres asesinas (2008-2009):
  - Sonia, desalmada (2008)- Lorena Sánchez
  - Ofelia, enamorada (2009)- Ofelia Millán Lombardo[4][5]
- Por ella soy Eva (2012)  - Actriz[6]
- La rosa de Guadalupe (2009-2012) - Victoria / Leonora[7]
- Porque el amor manda (2012-2013) - Teté Corcuera
- Mentir para vivir (2013) - Fidelia Bretón[8][9]
- El color de la pasión (2014) - Aída Lugo
- Tres veces Ana (2016) - Leonor Muñoz / Leonor Jaramillo Muñoz[10]
- Enamorándome de Ramón (2017) - Hortensia Requena Vda. de Medina[11][12]
- Y mañana será otro día (2018) - Eugenia "Tita" Lazcano
- Por amar sin ley (2018) - Cynthia
- Descontrol (2018) - Ernestina Durazne de Vival
- Juntos el corazón nunca se equivoca (2019) - Nora Ortega Fabela[13]
- Te doy la vida (2020) - Esther Salazar de Garrido
- Esta historia me suena (2021) - Cristina
- S.O.S me estoy enamorando (2021) - Delia Cano de Muñoz[14]
- Triada (2023) - Dra. Julia Batiz[15]
- Tierra de esperanza (2023) - Remedios Soler
- Las hijas de la señora García (2024-2025) - Rocío Granados

### Cine
- Delincuente (1984) - Madre de Cecilia
- Thanatos (1987)
- ¿Nos traicionará el presidente? (1988)
- Vacaciones de terror (1989) - Lorena
- Cándido Pérez, especialista en señoras (1991) - Silvina Gómez de Pérez
- El intruso (1991)
- Cándido de día, Pérez de noche (1992) - Silvina Gómez de Pérez
- Sexo impostor (2005)
- Int. 19 (2009)

### Teatro
- Sonata de Kreutzer (1978)
- Entre mujeres (1993)[16]
- Los monólogos de la vagina
- Lauros de la noche
- Cena de matrimonios
- Hay que deshacer la casa (2002) - Ana[17]
- La retirada (2010) - Alicia[18][19]
- La forma que se despliega (2012)

## Premios y nominaciones

### Premios TVyNovelas
| Año  | Categoría               | Telenovela        | Resultado |
| ---- | ----------------------- | ----------------- | --------- |
| 2003 | Mejor actriz de reparto | Las vías del amor | Nominada  |

### Premios ACE
| Año  | Categoría    | Telenovela           | Resultado |
| ---- | ------------ | -------------------- | --------- |
| 1994 | Mejor Actriz | Los parientes pobres | Ganadora  |